# پل صفوی
پل صفوی یا پل آجری که در میان مردم خرم‌آباد به پل گَپ (به معنی پل بزرگ) هم شناخته شده است، یک پل تاریخی متعلق به دوره صفوی است. این اثر در تاریخ ۱۷ خرداد ۱۳۷۸ با شمارهٔ ثبت ۲۳۵۴ به‌عنوان یکی از آثار ملی ایران به ثبت رسیده است.
این پل بر روی رودخانه خرم‌رود در مرکز شهر خرم‌آباد قرار دارد و بخش غربی مرکز شهر را به بخش شرقی متصل می‌کند. این پل که با ملات آهک و گچ و پایه‌های از جنس آجر ساخته شده است طولی بیش از ۳۵۰ متر و پهنایی به اندازه ۵٫۸ دارد. ساختمان این پل شباهت فراوانی با ساختمان پل خواجو دارد و همانند آن دارای شاه‌نشین بوده که بر اثر سیل از بین رفته است. این اثر در زمان شاه سلطان حسین صفوی ساخته شده‌است.
|                                                                                              |  |  |
| نمایی از پل در سال ۱۳۰۲ هجری خورشیدی در کنار نمای کنونی پل که ناشی از تغییر در سال ۱۳۳۰ است. |  |  |